# Taos, New Mexico
Taos är en stad (town) i Taos County i delstaten New Mexico i USA. Staden hade 6 474 invånare, på en yta av 15,58 km² (2020). Taos är administrativ huvudort (county seat) i Taos County.
Staden ligger i delstatens norra del, nära Rio Grande och Sangre de Cristo-bergen. Taos är känd för sin fina skidåkning, sitt stora konstnärskollektiv, och närheten till Taos Pueblo. Bland stadens stoltheter hittar man framförallt konstnären Georgia O'Keeffe.